# Łysienie dynamiczne
Łysienie dynamiczne – stan chorobowy dotykający obszarów skóry głowy. Do głównych objawów dolegliwości należy przede wszystkim nadmierna utrata włosów, spowodowana zniszczeniem mieszków włosowych.

## Przyczyny łysienia dynamicznego
Łysienie dynamiczne, jako stan chorobowy spowodowane jest zniszczeniem mieszków włosowych. Jednakże w przypadku łysienia dynamicznego do zniszczenia wspomnianych mieszków włosowych dojść musi na skutek innego, oddzielnego stanu chorobowego. Wśród dolegliwości mogących w sposób nieodwracalny uszkodzić zdrową strukturę mieszka, wymienia się zwłaszcza zapalenie wspomnianej części włosa.

## Łysienie dynamiczne, a zapalenie mieszków włosowych
Zapalenie mieszków włosowych występować może pod dwiema postaciami, a mianowicie, jako forma powierzchniowa lub też głęboka. W przypadku tego drugiego dochodzi do zakażenia mieszków na skutek działania wnikających z zewnątrz bakterii. Samo zakażenie wywoływane zostaje przez gronkowiec złocisty (staphylococcus aureus). Nieleczony stan chorobowy, w przypadku, kiedy tyczy się on skóry głowy, może prowadzić do całkowitego wyłysienia. W takim przypadku dolegliwość określona zostaje mianem łysienia dynamicznego.

## Leczenie
Leczenie dolegliwości łysienia dynamicznego nie jest możliwe bez uprzedniego określenia i zdiagnozowania choroby, będącej bezpośrednią przyczyną prowadzącą do zniszczenia mieszków włosowych. W przypadku odpowiedniego zdiagnozowania wspomnianej dolegliwości, leczenie łysienia dynamicznego bywa – w początkowym etapie – równoznaczne z leczeniem choroby prowadzącej do zniszczenia struktury mieszków włosowych. W wypadku najpopularniejszej choroby atakującej mieszki włosów, czyli ich zapalenia, w ramach leczenia zalecane jest zwłaszcza stosowanie mości z antybiotykiem (mupirocyna). Niemniej jednak w przypadku pacjentów, u których po czasie wahającym się od 3 do 5 dni nie stwierdzono poprawy stanu chorobowego, zalecane jest przyjmowanie antybiotyku ogólnego (cefalosporyna I generacji, kloksacylina).